# Javier Alfonso (periodista)
Javier Alfonso (Montevideo, 9 de setembre de 1974) és un periodista i crític d'arts escèniques uruguaià.
Va estudiar comunicació a la Universitat Catòlica de l'Uruguai i a la Universitat del Traball de l`Uruguai (UTU). Va treballar a mitjans com la Guía del Ocio (Guia de l'Oci), Semanario Crónicas (Setmanari Crònics) i el diari La República del 2003 al 2004, el diari El Observador del 2004 al 2007 i a la ràdio CX24 amb una columna d'espectacles. El 2012 va publicar el pròleg del llibre Le portier de la gare Windsor de Julie Vincent.
Especialitzat en l'àmbit del periodisme cultural, crític d'artes d'escèniques i música, treballa per al setmanari Búsqueda.
També és conductor i productor del programa radial El Iceberg que s'emet per Radio Clásica (Ràdio Clàssica), ona de Radiodifusión Nacional del Uruguay.